# Rajd Meksyku 2008

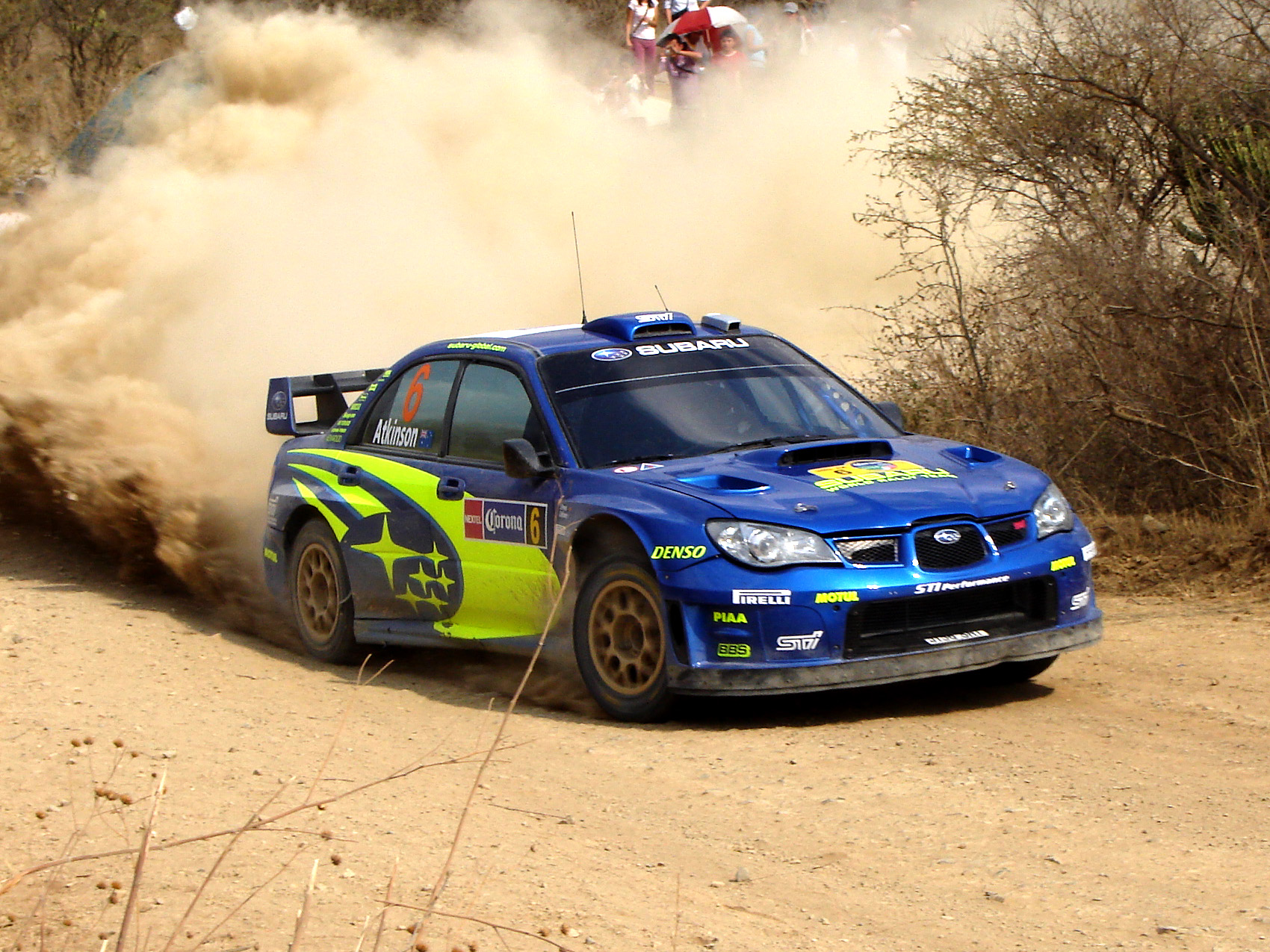
Chris Atkinson podczas rajdu

Rajd Meksyku był 3. rundą Rajdowych Mistrzostw Świata 2008. Rajd odbył się w dniach 29 lutego–2 marca, jego bazą było León. Rajd był także 1. rundą Mistrzostw Świata Juniorów (JWRC).
Rajd wygrał Sébastien Loeb, było to jego 38. zwycięstwo w karierze, 2. w sezonie oraz 3. z rzędu w Rajdzie Meksyku. Na drugim miejscu dojechał Chris Atkinson z zespołu Subaru. Trzecie miejsce zajął Jari-Matti Latvala przed kolegą z zespołu Forda Mikko Hirvonenem.
W kategorii JWRC zwyciężył Sébastien Ogier przed Jaanem Mölderem i Michałem Kościuszko.

## Klasyfikacja ostateczna
| Msc.     | Kierowca           | Pilot               | Samochód               | Czas      | Strata   | Grupa | Punkty |
| -------- | ------------------ | ------------------- | ---------------------- | --------- | -------- | ----- | ------ |
| 1.       | Sébastien Loeb     | Daniel Elena        | Citroën C4 WRC         | 3:33:29.9 | 0.0      | A8 M  | 10     |
| 2.       | Chris Atkinson     | Stéphane Prévot     | Subaru Impreza WRC2007 | 3:34:36.0 | 1:06.1   | A8 M  | 8      |
| 3.       | Jari-Matti Latvala | Miikka Anttila      | Ford Focus RS WRC 07   | 3:35:09.6 | 1:39.7   | A8 M  | 6      |
| 4.       | Mikko Hirvonen     | Jarmo Lehtinen      | Ford Focus RS WRC 07   | 3:37:08.6 | 3:38.7   | A8 M  | 5      |
| 5.       | Henning Solberg    | Cato Menkerud       | Ford Focus RS WRC 07   | 3:38:27.8 | 4:57.9   | A8 M  | 4      |
| 6.       | Matthew Wilson     | Michael Orr         | Ford Focus RS WRC 07   | 3:39:58.8 | 6:28.9   | A8 M  | 3      |
| 7.       | Federico Villagra  | Jorge Perez Companc | Ford Focus RS WRC 07   | 3:52:32.9 | 19:03.0  | A8 M  | 2      |
| DK       | Ricardo Triviño    | Sergio Salom        | Peugeot 206 WRC        | 3:54:47.2 | 21:17.3  | A8    | 1      |
| 8.       | Sébastien Ogier    | Julien Ingrassia    | Citroën C2 S1600       | 3:58:54.8 | 25:24.9  | A6    | 1      |
|          |                    |                     |                        |           |          |       |        |
| 11.      | Petter Solberg     | Phil Mills          | Subaru Impreza WRC '07 | 4:03:35.9 | +30:06.0 | A8 M  |        |
| JWRC     |                    |                     |                        |           |          |       |        |
| 1. (8.)  | Sébastien Ogier    | Julien Ingrassia    | Citroën C2 S1600       | 3:58:54.8 | 0.0      | A6    | 10     |
| 2. (9.)  | Jaan Mölder        | Frederic Miclotte   | Suzuki Swift S1600     | 4:00:26.7 | 1:31.9   | A6    | 8      |
| 3. (10.) | Michał Kościuszko  | Maciej Szczepaniak  | Suzuki Swift S1600     | 4:02:00.0 | 3:05.2   | A6    | 6      |
| 4. (12.) | Aaron Burkart      | Michael Kölbach     | Citroën C2 S1600       | 4:04:56.6 | 6:01.8   | A6    | 5      |
| 5. (13.) | Patrik Sandell     | Emil Axelsson       | Renault Clio S1600     | 4:06:40.5 | 7:45.7   | A6    | 4      |
| 6. (19.) | Shaun Gallagher    | Clive Jenkins       | Citroën C2 S1600       | 4:14:16.0 | 15:21.2  | A6    | 3      |
| 7. (22.) | Martin Prokop      | Jan Tománek         | Citroën C2 S1600       | 4:48:43.2 | 49:48.4  | A6    | 2      |
| 8. (23.) | Francesco Fanari   | Massimiliano Bosi   | Citroën C2 S1600       | 4:51:28.8 | 52:34.0  | A6    | 1      |

1. ↑  Litera M przy oznaczeniu grupy do której należy samochód oznacza, iż tylko ci kierowcy zdobywali punkty dla swoich zespołów liczonych w klasyfikacji producentów na koniec sezonu.
2. ↑  Ricardo Triviño został zdyskwalifikowany za używanie niehomologowanych rękawiczek rajdowych.

### Odcinki specjalne
| Dzień       | Odcinek | Godz. rozp. | Nazwa           | Długość  | Zwycięzca           | Czas     | Średnia prędkość | Lider rajdu |
| ----------- | ------- | ----------- | --------------- | -------- | ------------------- | -------- | ---------------- | ----------- |
| 1 29 lutego | OS1     | 08:28       | Alfaro 1        | 22,96 km | J. Latvala          | 14:14.6  | 96,7 km/h        | J. Latvala  |
| 1 29 lutego | OS2     | 09:51       | Ortega 1        | 23,83 km | S. Loeb             | 14:11.8  | 100,7 km/h       | J. Latvala  |
| 1 29 lutego | OS3     | 10:39       | El Cubilete 1   | 18,87 km | S. Loeb             | 11:51.5  | 95,5 km/h        | J. Latvala  |
| 1 29 lutego | OS4     | 13:02       | Alfaro 2        | 22,96 km | P. Solberg          | 14:02.5  | 98,1 km/h        | J. Latvala  |
| 1 29 lutego | OS5     | 14:25       | Ortega 2        | 23,83 km | J. Latvala          | 14:00.1  | 102,1 km/h       | J. Latvala  |
| 1 29 lutego | OS6     | 15:13       | El Cubilete 2   | 18,87 km | J. Latvala          | 11:45.5  | 96,3 km/h        | J. Latvala  |
| 1 29 lutego | OS7     | 16:33       | Super Special 1 | 2,21 km  | P. Solberg          | 1:41.7   | 78,2 km/h        | J. Latvala  |
| 1 29 lutego | OS8     | 16:38       | Super Special 2 | 2,21 km  | S. Loeb             | 1:42.0   | 78,0 km/h        | J. Latvala  |
| 2 1 marca   | OS9     | 08:24       | Ibarilla 1      | 29,90 km | S. Loeb             | 18:35.7  | 96,5 km/h        | J. Latvala  |
| 2 1 marca   | OS10    | 09:47       | Duarte 1        | 23,27 km | S. Loeb             | 18:19.6  | 76,2 km/h        | S. Loeb     |
| 2 1 marca   | OS11    | 10:38       | Derramadero 1   | 23,28 km | D. Sordo            | 14:04.6  | 99,2 km/h        | S. Loeb     |
| 2 1 marca   | OS12    | 13:12       | Ibarilla 2      | 29,90 km | S. Loeb             | 18:21.0  | 97,8 km/h        | S. Loeb     |
| 2 1 marca   | OS13    | 14:35       | Duarte 2        | 23,27 km | D. Sordo            | 17:56.2  | 77,8 km/h        | S. Loeb     |
| 2 1 marca   | OS14    | 15:26       | Derramadero 2   | 23,28 km | H. Solberg          | 13:52.9  | 100,6 km/h       | S. Loeb     |
| 2 1 marca   | OS15    | 16:41       | Super Special 3 | 2,21 km  | S. Loeb H. Solberg  | 1:41.9   | 78,1 km/h        | S. Loeb     |
| 2 1 marca   | OS16    | 16:46       | Super Special 4 | 2,21 km  | C. Atkinson S. Loeb | 1:40.8   | 78,9 km/h        | S. Loeb     |
| 3 2 marca   | OS17    | 08:28       | Leon            | 16,09 km | J. Latvala          | 10:43.3  | 90,0 km/h        | S. Loeb     |
| 3 2 marca   | OS18    | 08:56       | Guanajuatito    | 22,30 km | Odwołany            | Odwołany | Odwołany         | S. Loeb     |
| 3 2 marca   | OS19    | 10:19       | Comanjilla      | 17,88 km | M. Hirvonen         | 10:12.7  | 105,1 km/h       | S. Loeb     |
| 3 2 marca   | OS20    | 11:34       | Super Special 5 | 4,42 km  | D. Sordo            | 3:19.3   | 79,8 km/h        | S. Loeb     |

## Klasyfikacja po 3 rundach
Tabele przedstawiają tylko pięć pierwszych miejsc.

### Kierowcy
| Lp. | Kierowca           | Pkt |
| --- | ------------------ | --- |
| 1   | Mikko Hirvonen     | 21  |
| 2   | Sébastien Loeb     | 20  |
| 3   | Jari-Matti Latvala | 16  |
| 4   | Chris Atkinson     | 14  |
| 5   | Gigi Galli         | 9   |

### Producenci
| Lp. | Producent                          | Pkt |
| --- | ---------------------------------- | --- |
| 1   | BP Ford Abu Dhabi World Rally Team | 37  |
| 2   | Citroën Total WRT                  | 25  |
| 3   | Subaru World Rally Team            | 25  |
| 4   | Stobart VK Ford Rally Team         | 19  |
| 5   | Munchi's Ford WRT                  | 6   |